# Місце жінки (фільм, 1921)
Місце жінки (англ. Woman's Place) — американська комедійна мелодрама Віктора Флемінга 1921 року.

## У ролях
- Констанс Толмадж — Жозефіна Герсон
- Кеннет Гарлан — Джим Бредлі
- Гессерд Шорт — Фредді Блікер
- Флоренс Шорт — Емі Блікер
- Іна Рорк — місис Маргарет Белкнап
- Маргарет Лінден — міс Джейн Вілсон
- Джек Конноллі — Ден Дауд